# Leptogaster faragi
Leptogaster faragi là một loài ruồi trong họ Asilidae. Leptogaster faragi được Efflatoun miêu tả năm 1937. Loài này phân bố ở vùng Cổ Bắc giới.